# Мормаль
Мормаль (бел. Мормаль) — деревня и железнодорожная станция (на линии Жлобин — Калинковичи) в Доброгощанском сельсовете Жлобинского района Гомельской области Белоруссии.
Около деревни есть залежи глины.

## География

### Расположение
В 14 км на юго-запад от Жлобина, 105 км от Гомеля. В 1 км на север от деревни железнодорожная станция.

## Гидрография
На восточной окраине сеть мелиоративных каналов.

## Транспортная сеть
Транспортные связи по просёлочной, а затем автомобильной дороге Папоротное — Жлобин. Планировка состоит из изогнутой улицы, ориентированной с юго-запада на северо-восток, к которой с северо-запада присоединяется короткая дугообразная улица. Застройка кирпичная и деревянная, преимущественно усадебного типа.

## История
По письменным источникам известна с XIX века как деревня в Стрешинской волости Рогачёвского уезда Могилёвской губернии. Через деревню проходила дорога из Могилёва на юг Беларуси, в 1847 году действовала почтовая станция. Согласно ревизии 1858 года владение князя Л. М. Голицына. В 1881 году работал хлебозапасный магазин. Согласно переписи 1897 года находились 2 ветряные мельницы, кузница, питейный дом. В 1902 году построена и начала работу школа (в 1907 году 64 ученика). Со сдачей в эксплуатацию железной дороги Жлобин — Калинковичи в 1915 году начала работать железнодорожная станция. В 1909 году 2311 десятин земли, церковь, мельница. При школе имелась библиотека.
С 20 августа 1924 года до 17 февраля 1960 года центр Мормальского сельсовета Стрешинского, с 4 августа 1927 года Жлобинского, с 28 июня 1939 года Стрешинского районов Бобруйского (до 26 июля 1930 года) округа, с 20 февраля 1938 года Гомельской области. В 1930 году организованы колхоз «Красный Октябрь» и совхоз «Мормаль», работали тракторный и нефтяной мельницы, 2 кузницы. Рядом находилась Папоротнянская МТС.
Во время Великой Отечественной войны с 1941 года действовала патриотичная подпольная группа (руководитель И. А. Лебедев). Оккупанты создали здесь свой гарнизон, разгромленный в декабре 1942 года партизанами. В ноябре 1943 года партизаны повторили нападение на гарнизон и освободили около 400 человек, собранных для отправки в Германию. Каратели полностью сожгли деревню и убили 78 жителей. В боях около деревни в 1943-44 годах погибли 393 советских солдата (похоронены в братской могиле в центре деревни), в том числе 35 красноармейцев из 190 отдельной штрафной роты(командир — старший лейтенант Третьяков), входившей в состав 48 армии. 1 марта 1944 года в бою за высоту старший сержант П. М. Мазилин и лейтенант Н. П. Жуйков закрыли своими телами амбразуру дзота. 99 жителей погибли на фронте.
Согласно переписи 1959 года центр совхоза «Вперед». Работают комбинат бытового обслуживания, лесопилка, средняя школа, клуб, библиотека, детские ясли-сад, фельдшерско-акушерский пункт, отделение связи, столовая, 3 магазина.

## Население

### Численность
- 2004 год — 173 хозяйства, 413 жителей.

### Динамика
- 1858 год — 55 дворов, 337 жителей.
- 1881 год — 79 дворов, 390 жителей.
- 1897 год — 101 двор, 821 житель (согласно переписи).
- 1909 год — 128 дворов.
- 1925 год — 226 дворов.
- 1940 год — 285 дворов, 900 жителей.
- 1959 год — 1084 жителей (согласно переписи).
- 2004 год — 173 хозяйства, 413 жителей.

## Культура
- Дом культуры
- Музей ГУО "Мормальский детский сад-базовая школа"

## Достопримечательность
- Памятник Жуйкову Н. П и Мазилину Ф. Н., которые 1 марта 1944 года закрыли своими телами вражеский дзот. Памятник был установлен в 1979 году.

## Известные уроженцы
- В. И. Содаль — писатель, литературовед.